# El Greco
Domenikos Theotokopoulos (El Greco Δομήνικος Θεοτοκόπουλος, født i landsbyen Fodele ved Iraklio på Kreta 1541, død 7. april 1614 i Toledo) var en græsk maler. Han signerede sine værker Δομήνικος Θεοτοκόπουλος for at understrege sin græske oprindelse. El Greco havde primært sit virke i Toledo i Spanien og regnes som en af de betydeligste kunstnerne i overgangen mellem europæisk renæssance og barok. Hans særprægede malestil har påvirket kunstnere helt frem til 1900-tallets ekspressionisme og kunstnere som Picasso og Jackson Pollock.
På Sankt Katherine klostret blev han oplært i den byzantinske tradition inden for ikonmaleri. Allerede som 25-årig blev han anset for en mester. Han forlod Kreta for at søge lykken. Første stop var Venedig, som Kreta hørte under. Han blev i Venedig i ca. fire år og studerede højrenæssancens mestre som Tintoretto og Jacopo Bassano. Næste stop var Rom, men da han ikke følte at mulighederne passede til hans talent, fortsatte han til Spanien.
I Madrid arbejdede han med udsmykning af Escorial Paladset for Filip 2. Da hans ideer ikke blev tilstrækkelig værdsat af kongen, fortsatte han til Toledo, som var det religiøse og åndelige center i Spanien. Her blomstrede hans talent, og han boede og arbejdede her til sin død i 1614. Toledo gav ham de rolige og idylliske omgivelser, som han havde brug for. I begyndelsen udtrykte han sin hjemlængsel ved valg af mørke farver, men gradvis blev hans farvevalg dristigere og varmere. Hans kunst må karakteriseres som "manieristisk", mens hans senere værker har ekspressionistiske træk. Han malede mere end 500 værker. Det eneste værk af El Greco på Kreta er i det historiske museum i Heraklion.

## Galleri
- El Greco, De hellige tre kongers tilbedelse, 1568, Museo Soumaya, Mexico City
- El Greco, , Portræt af en mand, ca. 1575, Statens Museum for Kunst, www.smk.dk
- El Greco, Johannes åbenbaring eller Guddommelig og profan kærlighed, 1608-1614, Metropolitan Museum of Art